# Arnold Morkramer

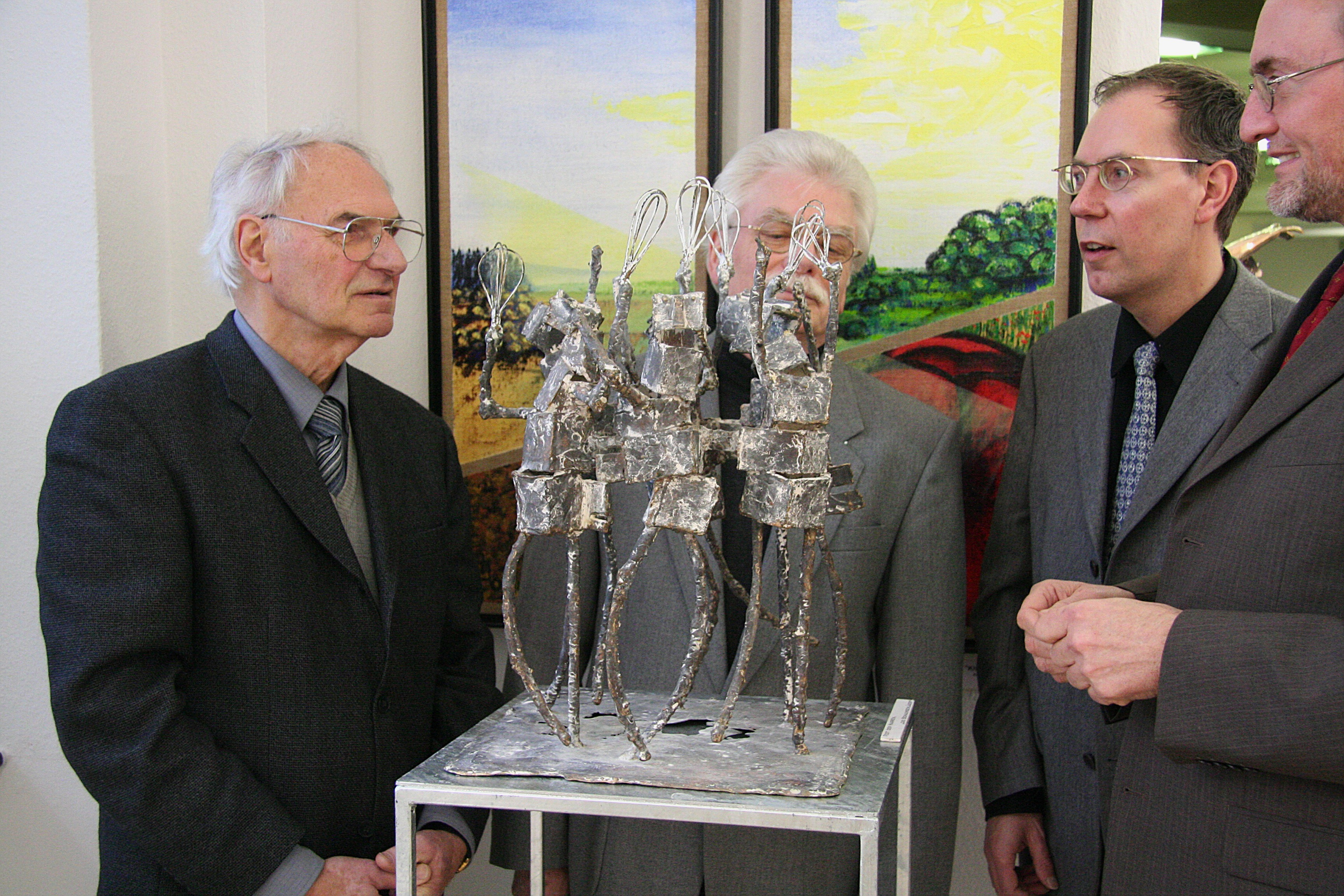
Arnold Morkramer (links) und der Maler Gerhard Junglas bei der Eröffnung einer Ausstellung in Neuwied im Januar 2008 vor der zeitkritischen Skulptur Schaumschläger

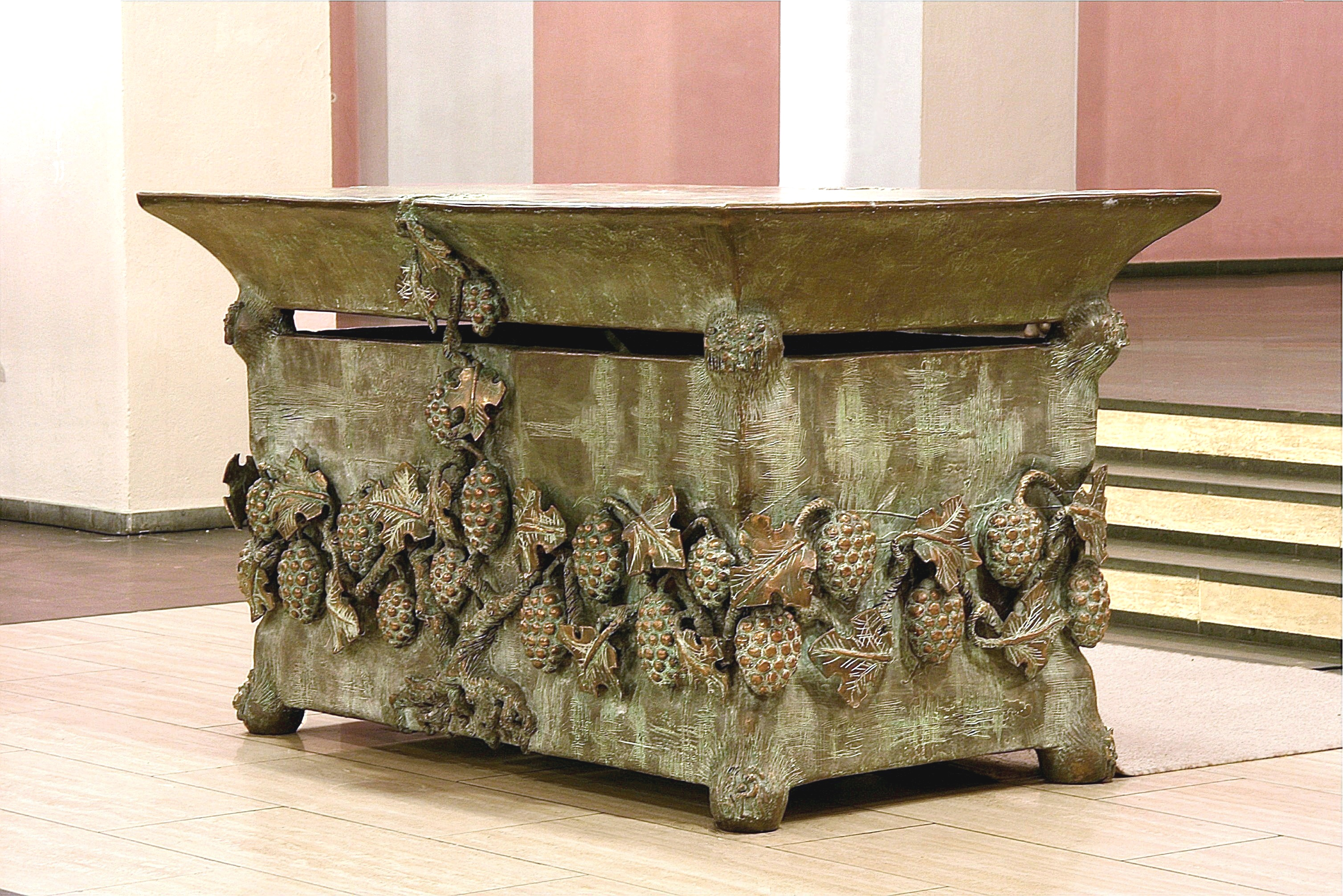
Messaltar von Arnold Morkramer in St. Mauritius Kärlich

Arnold Morkramer (* 10. August 1929 in Dudweiler/Saar,† 30. Oktober 2024) war ein deutscher Bildhauer. Er lebte mit seiner Familie in Bruchertseifen im Westerwald. 

## Leben
Nach der Volksschulzeit besuchte Morkramer das Hohenzollern-Gymnasium in Düsseldorf. Seine künstlerische Ausbildung begann 1947/48 bei Norbert Kricke. Danach studierte er von 1949 bis 1953 an der Düsseldorfer Kunstakademie, unter anderem bei  Ewald Mataré und bei Leonard Küppers. 1959 zog Morkramer in den Westerwald und arbeitete u. a. als Kunsterzieher im Westerwald-Gymnasium in Altenkirchen.

## Werk
Als freier Künstler schuf er eine Vielzahl sakraler Werke, unter anderem den Altar und die Kreuzwegstationen im Kloster Bornhofen sowie Altar, Ambo und Osterleuchter der Kirche St. Mauritius Kärlich und den Altar von St. Pius in Gelsenkirchen-Hassel. In St. Peter in Herchen schuf er den Tabernakelaufsatz im Hauptchor, der Bronzeplatten mit Szenen aus dem Leben von Sankt Petrus zeigt.
Morkramers Schaffen beschränkte sich jedoch nicht auf sakrale Kunst. Er widmete sich unter anderem auch zeitkritischen Themen. So zeigte er in einer Ausstellung 2008 in Neuwied eine Skulptur mit dem Titel Schaumschläger und eine andere mit dem Titel Barbarei. Zu seinen späten Werken gehören zwei etwa drei Meter hohe, jeweils 400 kg schwere Figuren aus Cortenstahl in Wissen an der Sieg. Unter den Namen „Schnapper“ und „Doppler“ erinnern sie an Tätigkeiten von Arbeitern im früheren Warmwalzwerk. Morkramer fertigte sie 2011 als fast 82-Jähriger in Zusammenarbeit mit dem 75-jährigen Schmiede- und Schlossermeister Friedhelm Biernat (1937–2017) in Kamp-Bornhofen.
Arnold Morkramer starb im Oktober 2024 im Alter von 95 Jahren. Am 8. November 2024 wurde er auf dem Friedhof von Bruchertseifen beerdigt. Seine Frau war vier Monate vor ihm gestorben.

## Weblink
- Arnold Morkramer